# José Luis Moreno Torres
José Luis Moreno Torres (Madrid, mayo de 1968) es un político español.

## Biografía
Fue director de Juventud y Deportes en el distrito madrileño Puente de Vallecas y, posteriormente, director del Centro Cívico 'El Pozo' del popular barrio del Pozo del Tío Raimundo. Ha sido concejal del Partido Popular en el Ayuntamiento de Getafe y portavoz del Grupo Municipal desde el año 1995 hasta julio de 2007. Fue presidente de la Comisión de Seguridad Ciudadana de la Federación de Municipios de Madrid del año 1999 a 2007. También fue, del 2007 al 2011, director general de Infraestructuras y Servicios de Educación en la Comunidad de Madrid., También fue director general de Empleo de la Comunidad de Madrid hasta diciembre del año 2012. Actualmente es gerente de la Fundación Democracia y Gobierno Local.
En lo político ha sido presidente de NNGG del PP en el distrito de Puente de Vallecas, vicesecretario de NNGG de la Comunidad de Madrid, vicepresidente del Partido Popular en el distrito de Puente de Vallecas. Desde marzo de 1996  hasta octubre de 2008 ha sido presidente del Partido Popular de Getafe. Fue miembro del Comité Ejecutivo del PP de la Comunidad de Madrid y secretario regional de Acción Social del PPCM. Ha publicado, hasta la fecha, dos libros: Diario de un blog (2007), Cuando el silencio me llama (poesía, 2008) y ¿Por qué no te lees? (2013).
Fundador de Entrenador Integral Services y #versosdArte.